# Yuria pulcra
Yuria pulcra is een hooiwagen uit de superfamilie Travunioidea.